# World Mind Games
I World Mind Games (WMG) sono una manifestazione multisportiva dedicata ai giochi di strategia organizzata dal GAISF nell'ambito dei World Multi-Sport Games assieme ai World Combat Games ed ai World Urban Games].
La prima edizione dei World Mind Games si è svolta nel 2011 a Pechino.

## Discipline

### Competizione
| Sport   | Logo | Organizzazione                       | Sigla |
| ------- | ---- | ------------------------------------ | ----- |
| Bridge  |      | World Bridge Federation              | WBF   |
| Dama    |      | Fédération mondiale du jeu de dames  | FMJD  |
| Go      |      | International Go Federation          | IGF   |
| Scacchi |      | Fédération Internationale des Échecs | FIDE  |
| Xiangqi |      | World Xiangqi Federation             | WXF   |